# Comuna Sevriukî, Krasîliv
Sevriukî (în ucraineană Севрюки) este o comună în raionul Krasîliv, regiunea Hmelnîțkîi, Ucraina, formată din satele Reșnivka și Sevriukî (reședința).

## Demografie
Componența lingvistică a comunei Sevriukî
     Ucraineană (99,41%)
     Alte limbi (0,59%)
Conform recensământului din 2001, majoritatea populației comunei Sevriukî era vorbitoare de ucraineană (99,41%), existând în minoritate și vorbitori de alte limbi.